# Лелешть (Біхор)
Лелешть, Лелешті (рум. Lelești) — село у повіті Біхор в Румунії. Входить до складу комуни Бунтешть.
Село розташоване на відстані 373 км на північний захід від Бухареста, 64 км на південний схід від Ораді, 88 км на захід від Клуж-Напоки, 134 км на північний схід від Тімішоари.

## Населення
За даними перепису населення 2002 року у селі проживали 492 особи, усі — румуни. Усі жителі села рідною мовою назвали румунську.